# ريتشارد أندرسون (موسيقي)
ريتشارد أندرسون هو موسيقي سويدي، ولد في 28 مارس 1972.

## وصلات خارجية
- الموقع الرسمي
- ريتشارد أندرسون على موقع ميوزك برينز (الإنجليزية)
- ريتشارد أندرسون على موقع ديسكوغز (الإنجليزية)